# Aniwa (Insel)
Aniwa ist eine Insel im Südosten des Inselstaats Vanuatu im Pazifischen Ozean und gehört zu den Neuen Hebriden.
Die knapp 10 km² große Insel zählt zur vanuatuischen Provinz Tafea. Sie liegt 30 km nordöstlich von Tanna und 43 km südöstlich von Erromango, ihrer jeweils weit größeren Nachbarinsel. Von 1999 bis 2009 nahm die Bevölkerung von 424 auf 341 ab.
Aniwa ist – im Gegensatz zu nahezu allen anderen Inseln von Vanuatu – nicht vulkanischen Ursprungs, sondern ein gehobenes Atoll; der höchste Punkt liegt daher auch nur 42 Meter über Meeresniveau. Die nach Nordwesten hin offene Lagune Itcharo Lagoon befindet sich im Norden der Insel. Sie ist etwa 2,0 km lang und einen Kilometer breit.
Ikaokao, Hauptort von Aniwa, liegt im Zentrum, und der größte Ort Isavaï an der Westküste. Insgesamt gibt es fünf Dörfer (Einwohnerzahlen zum Zensus 2009 für die beiden größten):
- Ikaokao (Vangawe) (80)
- Imalé
- Isavaï (Imasa) (182)
- Itamotou
- Namsafoura

Eine aktuelle (2015) Kartenquelle weist insgesamt mehr als 20 Ortsnamen nach.